# Trasporti in Guatemala
Questa voce raccoglie le principali tipologie di Trasporti in Guatemala.

## Trasporti su rotaia

### Reti ferroviarie
In totale: 884 km, tutti con Scartamento ridotto di 914 mm (dati 1996)
- Ferrovia merci: 322 km
- Ferrovia passeggeri: 562 km, attualmente inattiva
- Collegamento a reti estere contigue
  - assente.

### Reti metropolitane
In Guatemala non esistono sistemi di metropolitana.

### Reti tranviarie
Attualmente anche il servizio tranviario è assente in questa nazione.

## Trasporti su strada

### Rete stradale
In totale:  14.095 km (dati 1999)
- asfaltate: 4.863 km, inclusi 75 km di superstrade.
- bianche:  9.232 km.

### Reti filoviarie
Attualmente in Guatemala non esistono filobus. 

### Autolinee
Nella capitale del Guatemala, ed in altre zone abitate operano aziende pubbliche e private che gestiscono i trasporti urbani, suburbani ed interurbani esercitati con autobus.

## Idrovie
La nazione dispone di acque navigabili per 260 km, ai quali se ne aggiungono altri 730 nella stagione delle piogge (dati 1996).

### Porti e scali

#### Sull'Oceano Atlantico
- Puerto Barrios
- Santo Tomás de Castilla

#### Sull'Oceano Pacifico
- Champerico
- Puerto Quetzal
- Puerto San José.

## Trasporti aerei

### Aeroporti
In totale: 450 (dati 2006)
a) con piste di rullaggio pavimentate: 11
- oltre 3047 m: 0
- da 2438 a 3047 m: 3
- da 1524 a 2437 m: 2
- da 914 a 1523 m: 4
- sotto 914 m: 2

b) con piste di rullaggio non pavimentate: 439
- oltre 3047 m: 0
- da 2438 a 3047 m: 1
- da 1524 a 2437 m: 8
- da 914 a 1523 m: 111
- sotto 914 m: 319.